# Schnittparallel
Als Schnittparallel oder Schnitt-Parallelkreis bezeichnet man  geografische Breiten, in denen ein für Kartennetzentwürfe verwendeter Zylinder oder Kegel die Erde schneidet. 
Entlang der Schnittparallelen sind solche Zylinder- bzw. Kegelprojektionen exakt längentreu.
Die zwei Schnittparallele liegen meist knapp innerhalb des abzubildenden Gebietes:
- bei einer Abbildung ganz Europas z. B. bei 40° und 65° Breite,
- bei der Weltkarte 1:2,5 Millionen (18°-Breitenzonen) jeweils 3° innerhalb des Blattschnitts

Bei der Internationalen Weltkarte (IWK) 1:1 Million sind hingegen nicht -- wie öfters behauptet -- zwei Breitenkreise längentreu, sondern zwei Meridiane in jeweils 4° Abstand von den Blatträndern. 